# Pralong
Pralong é uma comuna francesa na região administrativa de Auvérnia-Ródano-Alpes, no departamento de Loire. Estende-se por uma área de 8,03 km². Em 2010 a comuna tinha 880 habitantes (densidade: 109,6 hab./km²).